# حنيكة (المسيمير)

تعديل مصدري - تعديل

حنيكة هي إحدى قرى عزلة المسيمير بمديرية المسيمير التابعة لمحافظة لحج، بلغ تعداد سكانها 37 نسمة حسب تعداد اليمن لعام 2004.